# Келла
Келла (нем. Kella) — община в Германии, в земле Тюрингия. 
Входит в состав района Айхсфельд. Подчиняется управлению Эрсхаузен/Гайсмар.  Население составляет 548 человек (на 31 декабря 2010 года). Занимает площадь 5,05 км².